# Tempo pseudopolinomiale
In teoria della complessità computazionale, un algoritmo è detto pseudopolinomiale se la sua complessità temporale è polinomiale nel valore numerico del suo input e non necessariamente nella sua dimensione (ovvero il numero di bits necessari per la sua codifica).
Se si vuole rappresentare un intero {\displaystyle W} in una base {\displaystyle b\geq 2} sono necessari almeno {\displaystyle \lceil \log _{b}{W}\rceil } bits. Perciò in genere il valore {\displaystyle W} è esponenziale nella sua grandezza.
Un problema NP-completo per il quale si conosce un algoritmo pseudopolinomiale che lo risolve è anche detto weakly NP-completo.
È invece detto strongly NP-completo un problema NP-completo per il quale è dimostrato la non esistenza di un algoritmo pseudopolinomiale che lo risolve, a meno che P=NP.

## Esempi

### Test di primalità
Consideriamo il problema del verificare se un numero {\displaystyle n} è primo. Un approccio banale è quello di verificare se i numeri nell'insieme {\displaystyle \{2,3,\dots ,{\sqrt {n}}\}} dividono {\displaystyle n} (con resto 0). Questo approccio richiede {\displaystyle {\sqrt {n}}-1} operazioni di divisione, ovvero un numero sublineare nel valore di {\displaystyle n} ma non nella sua dimensione. Infatti, rappresentando {\displaystyle n} con {\displaystyle \log {n}} bits avremo che il tempo di esecuzione dell'algoritmo (in funzione della grandezza dell'istanza in input) sarà {\displaystyle O(2^{\sqrt {n}})}.
Per esempio, se si volesse verificare con questo approccio la primalità di un numero {\displaystyle n} leggermente più piccolo di {\displaystyle 10^{10}} servirebbero fino a {\displaystyle 10^{5}} operazioni (nel caso peggiore), nonostante per rappresentare {\displaystyle n} servano solamente {\displaystyle 32} bits (all'incirca).
Inoltre è facile creare un'istanza per la quale questo approccio non è affatto ragionevole: per esempio fissando un numero a 1024-bit.
Per fortuna, nel 2002 è stato scoperto un algoritmo che verifica la primalità di un numero in tempo {\displaystyle O(\log ^{6}{n})}.

### Knapsack problem
Il Knapsack problem (noto in italiano come problema dello zaino o problema della bisaccia) è un problema di ottimizzazione combinatoria definito come segue:
è dato uno zaino che può sopportare un peso massimo pari a una valore numerico {\displaystyle W}. Abbiamo a disposizione {\displaystyle n} items, ognuno dei quali avente un peso {\displaystyle w_{i}} e un valore {\displaystyle v_{i}}. L'obiettivo è quello di scegliere un sottoinsieme di oggetti da portare nello zaino in modo che il loro peso sia sostenibile, e tale che massimizzi il valore trasportato.
Una soluzione ammissibile può essere rappresentata da un vettore {\displaystyle n}-dimensionale {\displaystyle {\underline {x}}=(x_{1},...,x_{n})} composto dai soli valori 0 e 1, tale che {\displaystyle x_{i}=1} se l'oggetto {\displaystyle i}-esimo verrà portato nello zaino, {\displaystyle 0} altrimenti. 
Più formalmente, i vincoli del problema sono:
- maximize {\displaystyle \sum _{i=1}^{n}v_{i}x_{i}}
- subject to {\displaystyle \sum _{i=1}^{n}w_{i}x_{i}\leq W}

È noto che risolvere questo problema è NP-hard, perciò è impossibile trovare un algoritmo polinomiale a meno che P=NP. Esiste però un algoritmo di programmazione dinamica che risolve il problema in tempo {\displaystyle O(nW)}. Dato che {\displaystyle W} è un valore dato come parametro in input, esso verrà rappresentato con non meno di {\displaystyle \log {W}} bits. Perciò tale algoritmo computa effettivamente in tempo esponenziale rispetto alla dimensione dell'input.